# (90703) Indulgentia
(90703) Indulgentia est un astéroïde de la ceinture principale.

## Description
(90703) Indulgentia est un astéroïde de la ceinture principale. Il fut découvert le 8 septembre 1988 à Tautenburg par Freimut Börngen. Il présente une orbite caractérisée par un demi-grand axe de 2,56 UA, une excentricité de 0,17 et une inclinaison de 14,8° par rapport à l'écliptique.

## Compléments